# 弗雷塞讷维尔
弗雷塞讷维尔（法語：Fressenneville，法語發音：[fʁɛsɛnvil]）是法国上法蘭西大區索姆省的一个市镇，属于阿布维尔区。

## 地理
弗雷塞讷维尔（50°4'4"N, 1°34'37"E）面积8.66 平方千米，位于法国上法蘭西大區索姆省，该省份为法国北部沿海省份，北起加来海峡省和北部省，西接滨海塞纳省和大西洋英吉利海峡，南至瓦兹省，东临埃纳省。
与弗雷塞讷维尔接壤的市镇（或旧市镇、城区）包括：万库尔、艾涅维尔、达尔尼、昂布勒维尔、维默地区弗基耶尔、弗里维尔-埃斯卡博坦、尼巴。
弗雷塞讷维尔的时区为UTC+01:00、UTC+02:00（夏令时）。

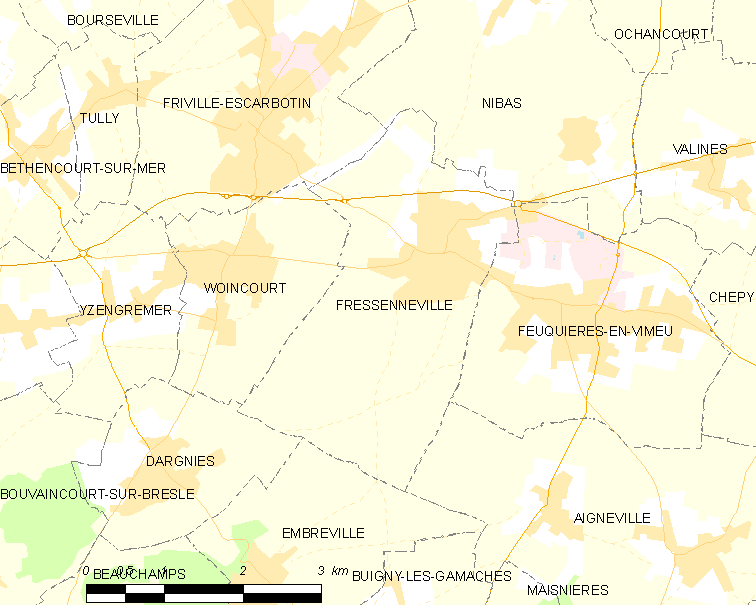
弗雷塞讷维尔的OSM定位图

## 行政
弗雷塞讷维尔的邮政编码为80390，INSEE市镇编码为80360。

## 政治
弗雷塞讷维尔所属的省级选区为弗里维尔-埃斯卡博坦县。

## 人口

1962-2008年间弗雷塞讷维尔人口变化图示

弗雷塞讷维尔于2022年1月1日时的人口数量为2086人。